# Alternativa fakta (bok)
Alternativa fakta: om kunskapen och dess fiender är en bok av Åsa Wikforss, utgiven 2017 på förlaget Fri Tanke.

## Innehåll
Boken behandlar fakta och kunskapsresistens ur ett filosofiskt perspektiv samt vad kunskap är. Wikforss tar upp vilka psykologiska mekanismer som ligger bakom kunskapsresistens och hur vi kan motverka dem.

## Mottagande
Magnus Hultén, skolforskare och biträdande professor vid Linköpings universitet, kritiserade Wikforss för bristande källkritik i boken, specifikt ett kapitel om skolan. Hultén menade att det var "en uppvisning i manipulering av fakta både innehållsmässigt och metodiskt". Han skrev att kapitlet innehöll flera faktafel.
Wikforss svarade att det fanns faktamissar som hon hade upptäckt själv, men de hade rättats i nästa upplaga av boken. Hon sade att för de centrala frågorna förelåg inte några fel: Att det kritiska tänkandet förutsätter faktakunskaper. Kapitlet kritiserade den konstruktivistiska pedagogiken. Wikforss sade att svenska pedagogiska forskare under flera decennier hade hållit på en undervisningsteori som saknat vetenskaplig grund, och att det var en teori som man vet inte fungerar och som särskilt drabbade svagare elever hårt.

## Övrigt
Förlaget Fri Tanke delade ut boken till gymnasieelever i julklapp 2019. Den delades ut till alla tredjeårselever förutsatt deras lärare beställde den tillhörande lärarhandledningen och bockade för boken som julklapp samtidigt.